# Дом Бутурлиной

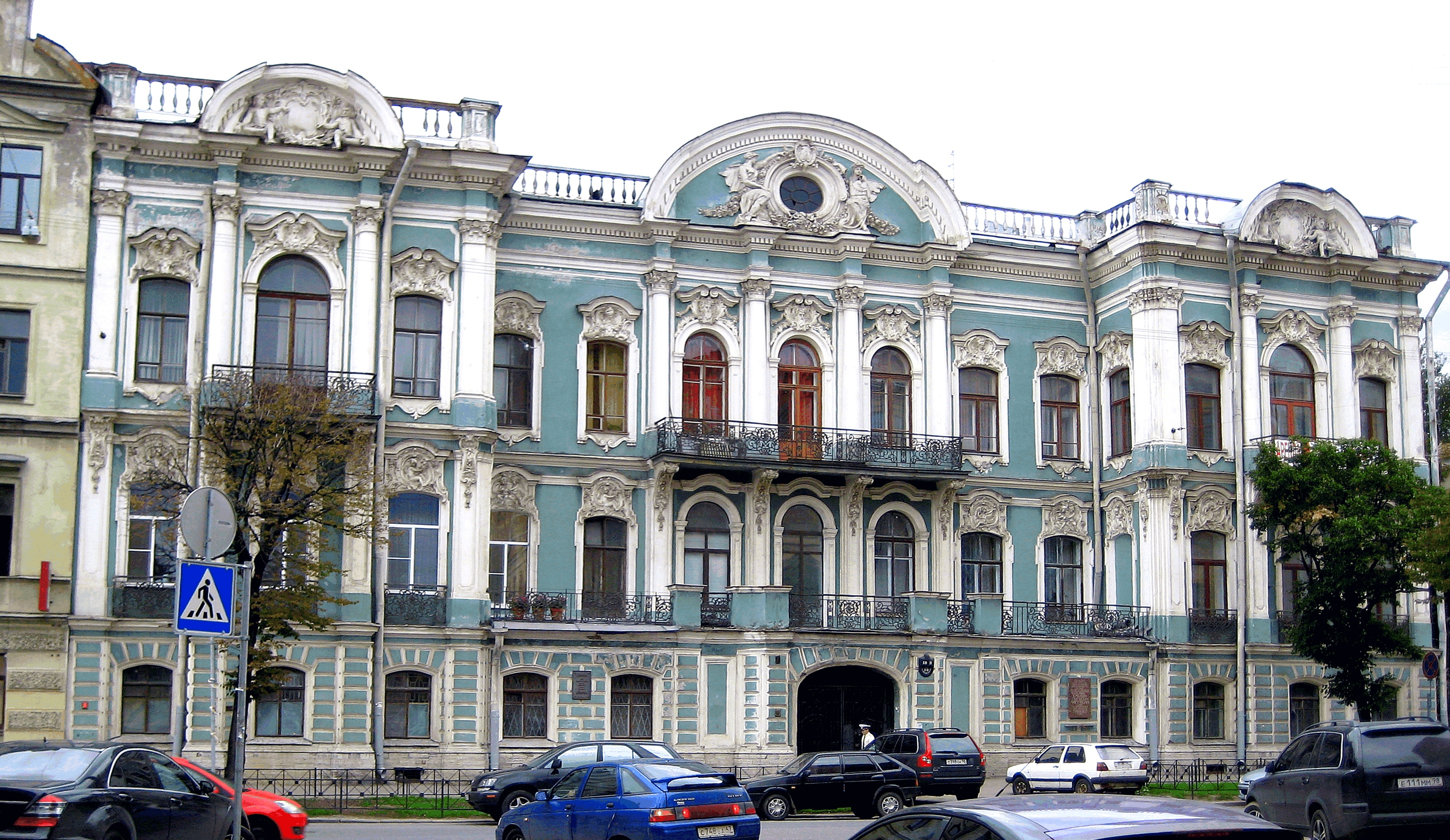
Внешний вид здания со времени реставрации после блокады и до 2022—2023 годов

Дом Бутурлино́й — памятник архитектуры. Расположен в Санкт-Петербурге, современный адрес дома — улица Чайковского 10.
Построен в 1857–1860 годах Г. А. Боссе для статс-дамы Елизаветы Михайловны Бутурлиной (супруги Д. П. Бутурлина) с использованием композиционных принципов архитектуры дворцов Петербурга середины XVIII века.
В 1703–1733 годах участок принадлежал бомбардиру Василию Корчмину. До конца 1840-х годов, пока его не купила Елизавета Михайловна, на участке стоял одноэтажный деревянный дом с пристройками.
У трёхэтажного дворца есть утопленный в глубину центральный ризалит в три оси, завершённый лучковым фронтоном. По бокам выступает два ризалита, между ними на уровне второго этажа расположена открытая терраса с ажурной металлической решёткой из пяти звеньев. Не сохранилась часть декоративного убранства — герб владелицы дома над аркой, две статуи и две вазы на тумбах ограды, вазы над главным карнизом. Фасад украшен скульптурами, третий этаж обработан пилястрами и трёхчетвертными колоннами.
По периметру двух внутренних дворов были построены жилые корпуса без украшений, не считая оконных наличников. В 1868 году в кв. 24 жила семья Ковалевских. По разным данным, в период с 1896 по 1898 дом был куплен у А. А. Оболенской посольством Австро-Венгрии, которое размещалось в здании в 1899–1914 годах (и съехало в августе в связи с началом войны после разгрома и поджога). В 1897 году дом был частично переделан внутри по проекту архитекторов Бокэ и Пио (Bauqué&Pio), вероятнее всего, большей частью были сохранены интерьеры Боссе. На втором этаже дворового флигеля была устроена освящённая в 1900 году каплица. В каплице был резной престол, стены расписаны орнаментом. Большой алтарный образ изображал Мадонну с Младенцем. В 1917 году дом занял Совет австро-венгерских солдатских депутатов (из военнопленных). В 1920 году (в 1924–25 годах) дом был отремонтирован и перепланирован в многоквартирный жилой дом, в котором в 1938–83 годах жил начальник МПВО Ленинграда Е. С. Лагуткин. На доме установлены две мемориальные доски — Е. С. Лагуткину и В. А. Сокову. Во время блокады бомба уничтожила лицевой флигель, далее восстановленный.
В 2022–2023 годах были отреставрированы фасады здания, при реставрации был восстановлен бежевато-охристый исторический цвет; бирюзово-зеленоватый использовался после Второй мировой войны. Изначальный цвет был определён по акварели, сделанной архитектором, и подтверждён пробами образцов штукатурки.
В 1960–1980 годах решётки здания были восстановлены из повторяющихся элементов, при последней реставрации решётки ограждений воспроизведены по сохранившимся изображениям, центральную секцию у террасы с вензелем владелицы.
В этом доме в квартире № 49 проживал И. Г. Зубков с семьёй.

## Галерея

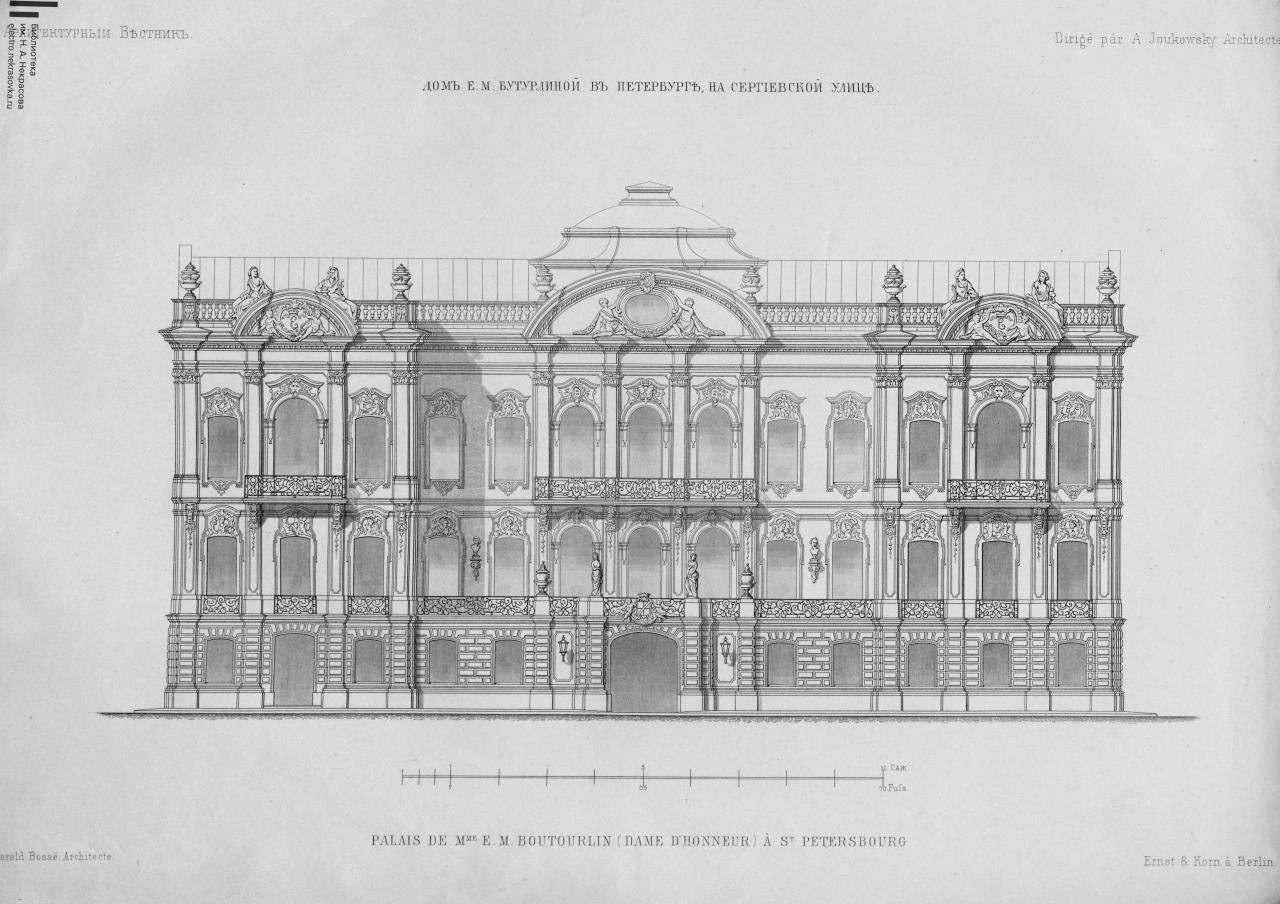
Опубликованный в 1860 году проект. Видно, где размещались утраченные герб, вазы и статуи
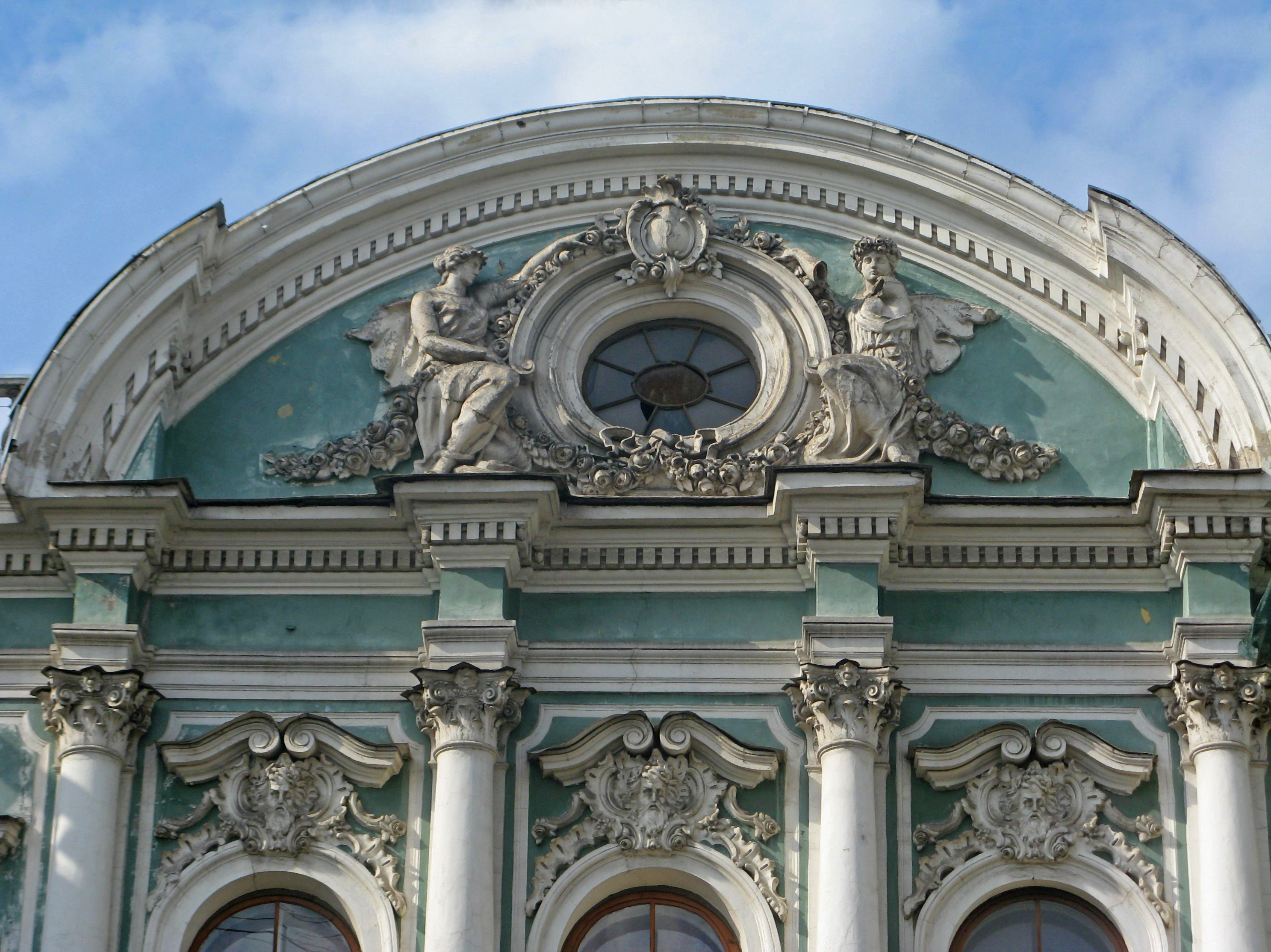
Деталь фасада
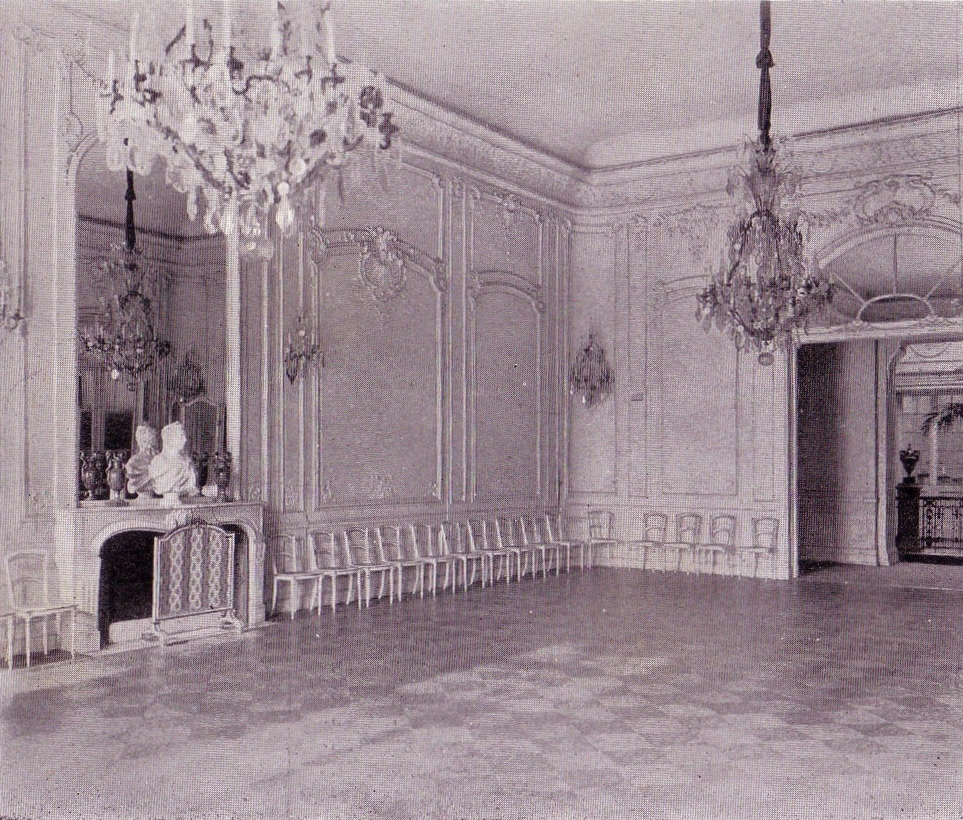
«Бальный зал — в открытую дверь виден вестибюль; на камине — бюст Марии Терезии»; 1914 год
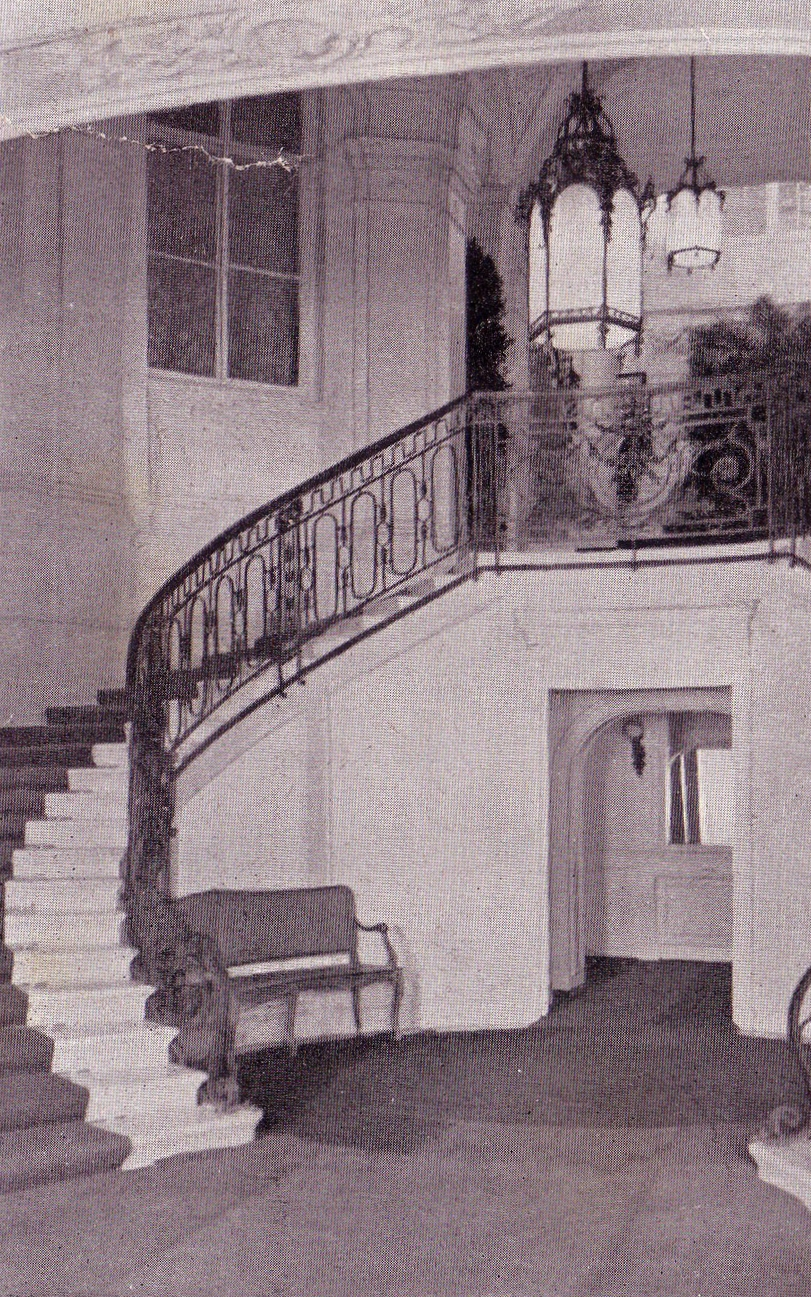
Вестибюль
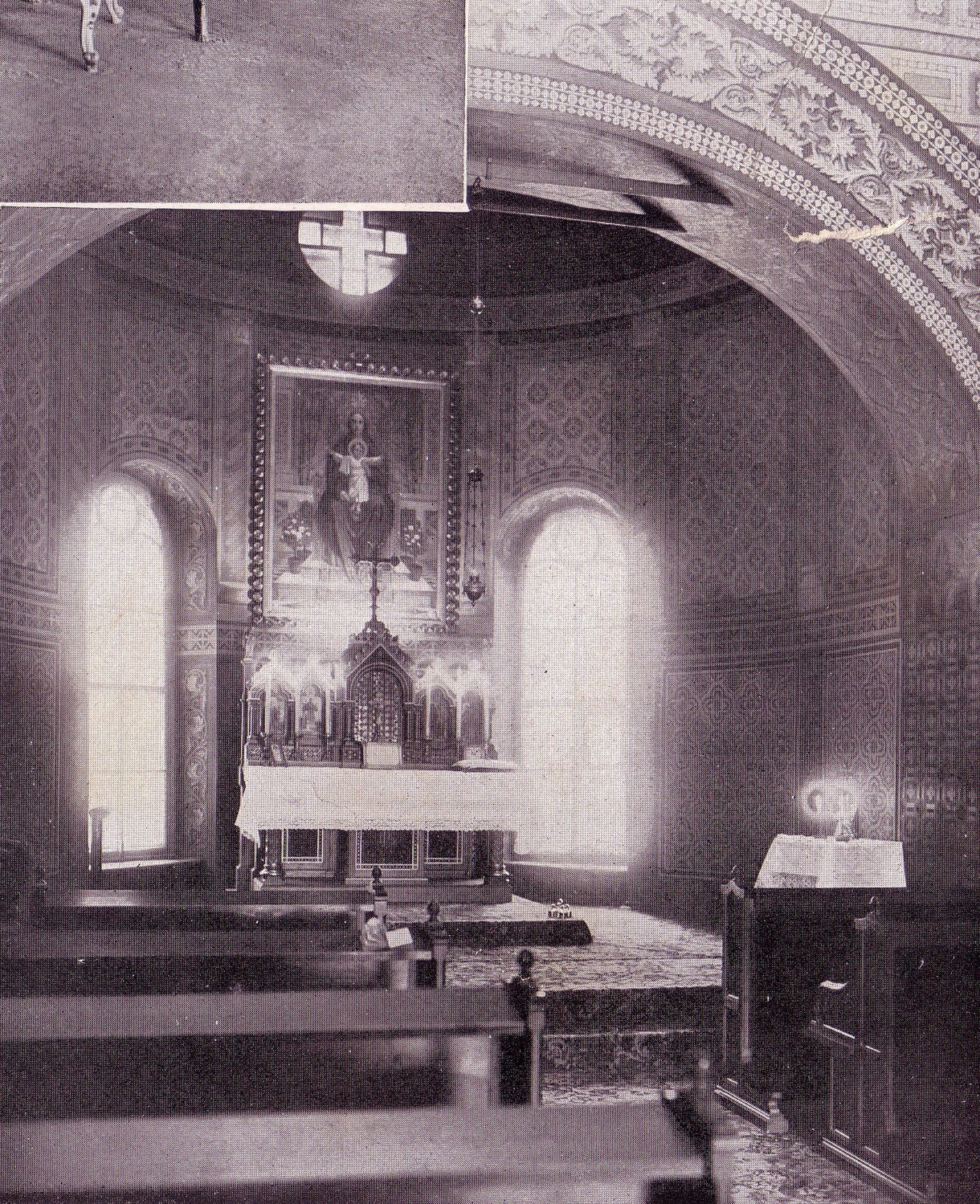
Каплица
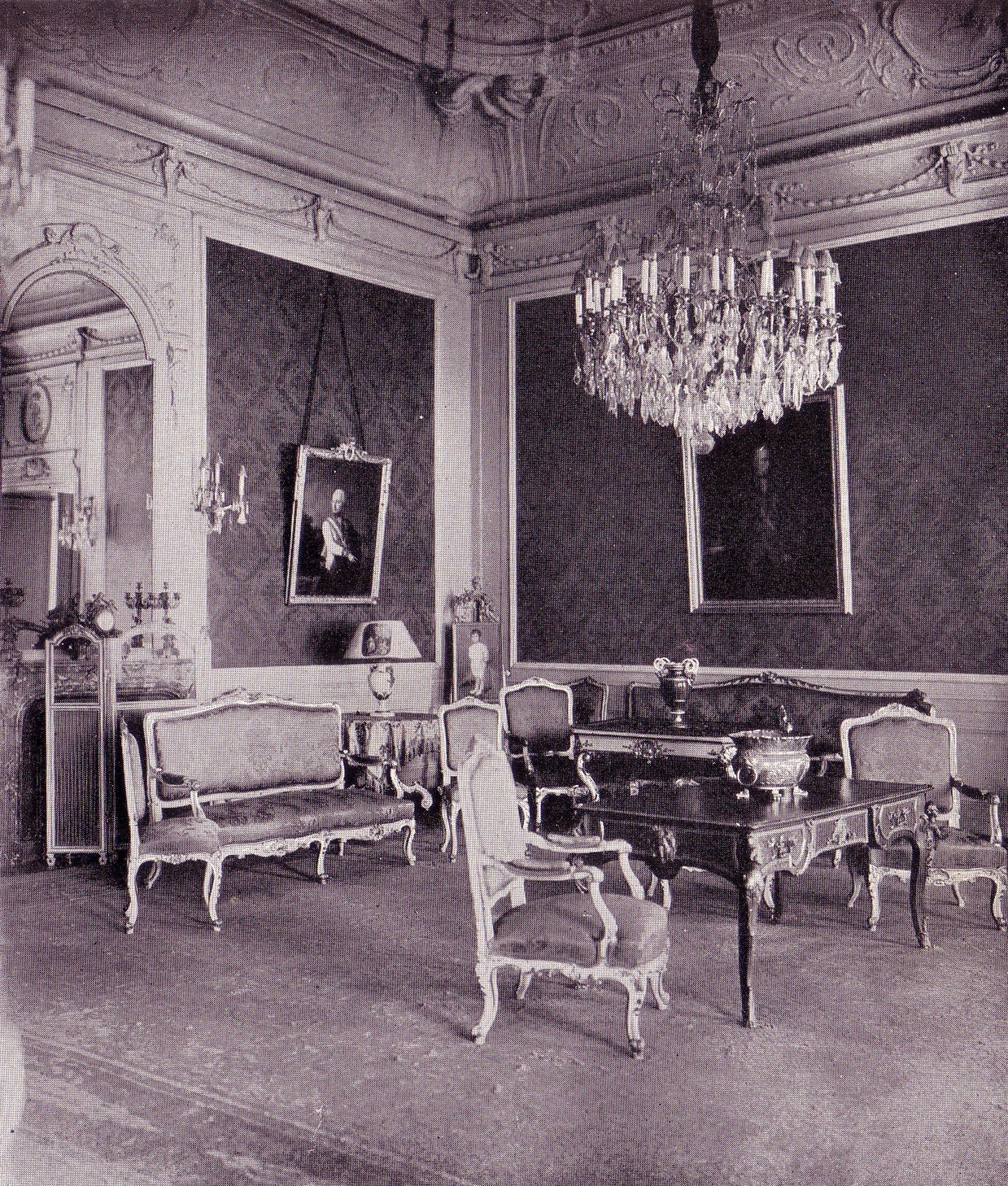
Большая гостиная
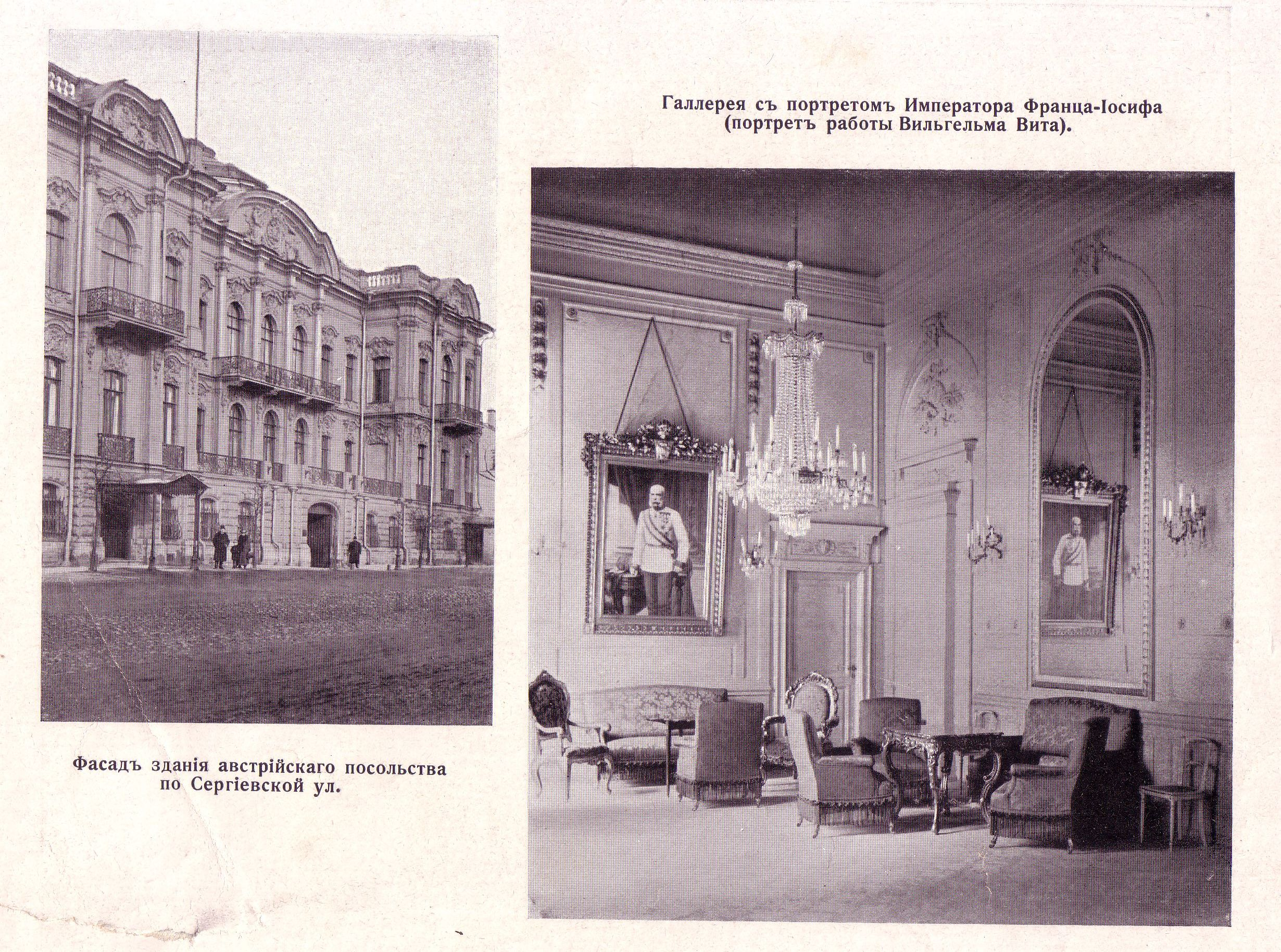
«Фасад здания австрийского посольства по Сергиевской ул.; Галерея с портретом имп. Франца-Иосифа (портрет работы Вильгельма Вита)»